# 大清會典
《大清會典》，簡稱《清會典》，是中國清朝中央政府官修、钦定的會典。

## 性质
大清会典详细的编纂了清朝中央政府的编制、职权、官员品级、统属关系以及各项办事制度，也是当时处理公务的法律依据。
有部分学者认为，《大清会典》属于清代官方编纂的史料汇编，而非现实行用的法律。 另有多位学者将《大清会典》归于行政法典。  
除此之外，也有学者认可《大清会典》是清代国家的根本法，规定国家最基本的制度，在法律体系中居于最高位阶。 比如《四库全书总目提要》 就已  “以官统事，以事隶官，则实万古之大经，莫能易也。”来形容《会典》。 《康熙会典·御制序》中,自称“大经大法”，“大中之轨”，“一代之治法”。 《雍正会典》中，自称“大经大猷”，“规型之尽善 ，仪典之大成 ”。 《乾隆会典》中，自称 “国家大经大法，官司所守，朝野所遵。”
清代多次在全国颁行《会典》，前期主要通行于高级官员，而后期范围更广，各级官员都能阅读《会典》。清政府还不定期颁行《会典》中某些方面的专条汇编。中央和地方官员在处理军政、民政、刑政事务时，常查询《会典》。而《会典》的最终解释，由皇帝钦定。

## 部分
《大清會典》一共有五部，分五次編修：
- 第一部：《大清會典》，始修于康熙二十三年（1684年）五月十二日，康熙二十九年（1690年）四月二十六日完成。記清初崇德元年（1636年）到康熙二十五年的相關事情。共十函八十册，其中首一册，正文七十九册一百六十二卷；
- 第二部：《大清會典》，始修于雍正五年（1727年），在雍正十年（1732年）完成。記事續第一部，止於雍正五年。共十四函一百册，其中首一册，正文九十九册二百五十卷；
- 第三部：《钦定大清会典》、《钦定大清会典则例》，始修于乾隆十二年（1747年），乾隆二十九年（1764年）完成，所敘事止於乾隆二十七年。其中，《钦定大清会典》共100卷，《钦定大清会典则例》共180卷；
- 第四部：《钦定大清会典》、《钦定大清会典事例》、《钦定大清会典图》，始修于嘉庆六年（1801年），嘉慶二十三年（1818年）完成，敘事止於嘉慶十七年。其中，《钦定大清会典》十函四十册，包括首册含正文卷一，合正文八十卷；《钦定大清会典事例》七十二函三百六十册，包括首四册，正文三百五十六册九百二十卷；《钦定大清会典图》十函四十册，包括首一册，正文三十九册一百三十二卷；
- 第五部：《钦定大清会典》、《钦定大清会典事例》、《钦定大清会典图》，始修于光绪十二年（1886年），光緒二十五年（1899年）完成。其中《钦定大清会典》六函三十六册，包括卷首一册，正文三十五册一百卷；《钦定大清会典事例》六十四函三百八十四册，包括首二册八卷，正文三百八十二册一千二百二十卷；《钦定大清会典图》十二函七十三册，包括首一册卷首一，正文七十二册二百七十卷。

另學者張晉藩提出崇德元年（1636年）皇太極已有編修會典，但《崇德會典》存在與否仍有爭議。

## 各时期《大清會典》
|        | 朝     | 撰者         | 始修         | 告成         | 所述起讫                 | 标题             | 函   | 卷册                                 |
| ------ | ------ | ------------ | ------------ | ------------ | ------------------------ | ---------------- | ---- | ------------------------------------ |
| 第一部 | 康熙朝 | 伊桑阿奉欶撰 | 康熙二十三年 | 康熙二十九年 | 崇德元年至康熙二十五年   | 大清會典         | 10函 | 80册（首1册；正文79册162卷）         |
| 第二部 | 雍正朝 | 尹泰等奉敕撰 | 雍正二年     | 雍正十年     | 康熙二十六年至雍正五年   | 大清會典         | 14函 | 100冊（首1册；正文99册250卷）        |
| 第三部 | 乾隆朝 | 允祹等奉敕撰 | 乾隆十二年   | 乾隆二十九年 | 雍正六年至乾隆二十三年   | 欽定大清會典     |      | 100卷                                |
| 第三部 | 乾隆朝 | 允祹等奉敕撰 | 乾隆十二年   | 乾隆二十九年 | 雍正六年至乾隆二十三年   | 钦定大清会典则例 |      | 180卷                                |
| 第四部 | 嘉慶朝 | 托津等奉敕撰 | 嘉慶六年     | 嘉慶二十三年 | 乾隆二十三年至嘉慶十七年 | 欽定大清會典     | 10函 | 40册（首1册含正文卷一，合正文80卷）  |
| 第四部 | 嘉慶朝 | 托津等奉敕撰 | 嘉慶六年     | 嘉慶二十三年 | 乾隆二十三年至嘉慶十七年 | 钦定大清会典事例 | 72函 | 360册（首4册；正文356册920卷）       |
| 第四部 | 嘉慶朝 | 托津等奉敕撰 | 嘉慶六年     | 嘉慶二十三年 | 乾隆二十三年至嘉慶十七年 | 钦定大清会典图   | 10函 | 40册（首1册；正文39册132卷）         |
| 第五部 | 光緒朝 | 崑岡等奉敕撰 | 光緒十二年   | 光緒二十五年 | 嘉慶十八年至光緒二十二年 | 欽定大清會典     | 6函  | 36册（首1册；正文35册100卷）         |
| 第五部 | 光緒朝 | 崑岡等奉敕撰 | 光緒十二年   | 光緒二十五年 | 嘉慶十八年至光緒二十二年 | 钦定大清会典事例 | 64函 | 384册（首2册8卷；正文382册1220卷）   |
| 第五部 | 光緒朝 | 崑岡等奉敕撰 | 光緒十二年   | 光緒二十五年 | 嘉慶十八年至光緒二十二年 | 钦定大清会典图   | 12函 | 73册（首1册卷首一卷；正文72册270卷） |

《大清會典》的體例習自前代的《大明會典》，與歷代會典類似，以政府機構來分類，下敘各項法條政事，因此分類隨各代政府機構不同而有所改變。康熙雍正時的兩部會典，把事例附在典條下，但乾隆時的會典，把大量的事例分開編輯，另撰《大清會典則例》共180卷，嘉慶時延續此制，但將「則例」改名「事例」，共920卷，又有「圖說」132卷，光緒會典延續嘉慶會典，有事例1220卷，圖270卷。

### 引用
1. ↑  《大清会典》的性质及其编纂 （页面存档备份，存于），中国法学网。
2. ↑  吕丽、刘杨：“是官修史书，还是行政法典一一《清会典》性质论”，《法制与社会发展》1998年第2期，第40页
3. ↑  梁启超在《论中国成文法编制之沿革得失》一文中说我国有二大法典：所谓《律》者，刑法也；所谓《会典》者，行政法也。”见《饮冰室合集》第一册“饮冰室文集之十六”，中华书局1988年版，第41页。
4. ↑  浅井虎夫认为，“清承有明之后，编纂法典亦复不少，举其主要者，则可分之为一般法典与特殊法典。而一般法典中，行政法典则有《会典》及《会典事例》，刑法典则有《律例》”。参见（日）浅井虎夫：《中国法典编纂沿革史》，陈重民译，中国政法大学出版社2007年版，第235页。
5. ↑  织田万在《清国行政法》一书中说：“清国法之各部，进入分化之域，虽有未若文明各国者，然有一《会典》，足以称行政法典。”“中国古来即有二大法典：一为刑法典，一为行政法典。”见该书李秀清、王沛点校本，中国政法大学出版社2003年版，第51页。
6. ↑  林乾：《清会典、则例的性质及其与律例的关系》，载《政治评论》，中国政法大学出版社2001年版；林乾：《〈清会典〉的历次纂修与清朝行政法制》，《西南师范大学学报（人文社会科学版）》2005年第2期。
7. ↑  张晋藩主编《中国法制通史》（法律出版社1999年）第八卷《清》之第八章、第十五章、第二十二章（均由李铁撰）及第九卷第五章（张晋藩撰），主要内容即是康熙、雍正、乾隆、嘉庆、光绪五朝《会典》。
8. 1 2  陈灵海：《大清会典》与清代“典例”法律体系，《中外法学》2017年第2期
9. ↑  《清史稿》卷二六二《熊赐履传》，第9891页。
10. ↑  《康熙会典·御制序》，第3页；《皇帝敕谕内阁》，第5页。
11. ↑  《雍正会典·御制序》，第3页。
12. ↑  《乾隆会典·凡例》，《文渊阁四库全书》第619册，第3页。
13. ↑  李典蓉《試論清太宗朝的“崇德會典”》

## 延伸阅读
[在维基数据编辑]
 在维基文库阅读本作品原文（ 在维基共享资源阅览影像）
 《欽定大清會典 (四庫全書本)》